# Claudia Gehrke

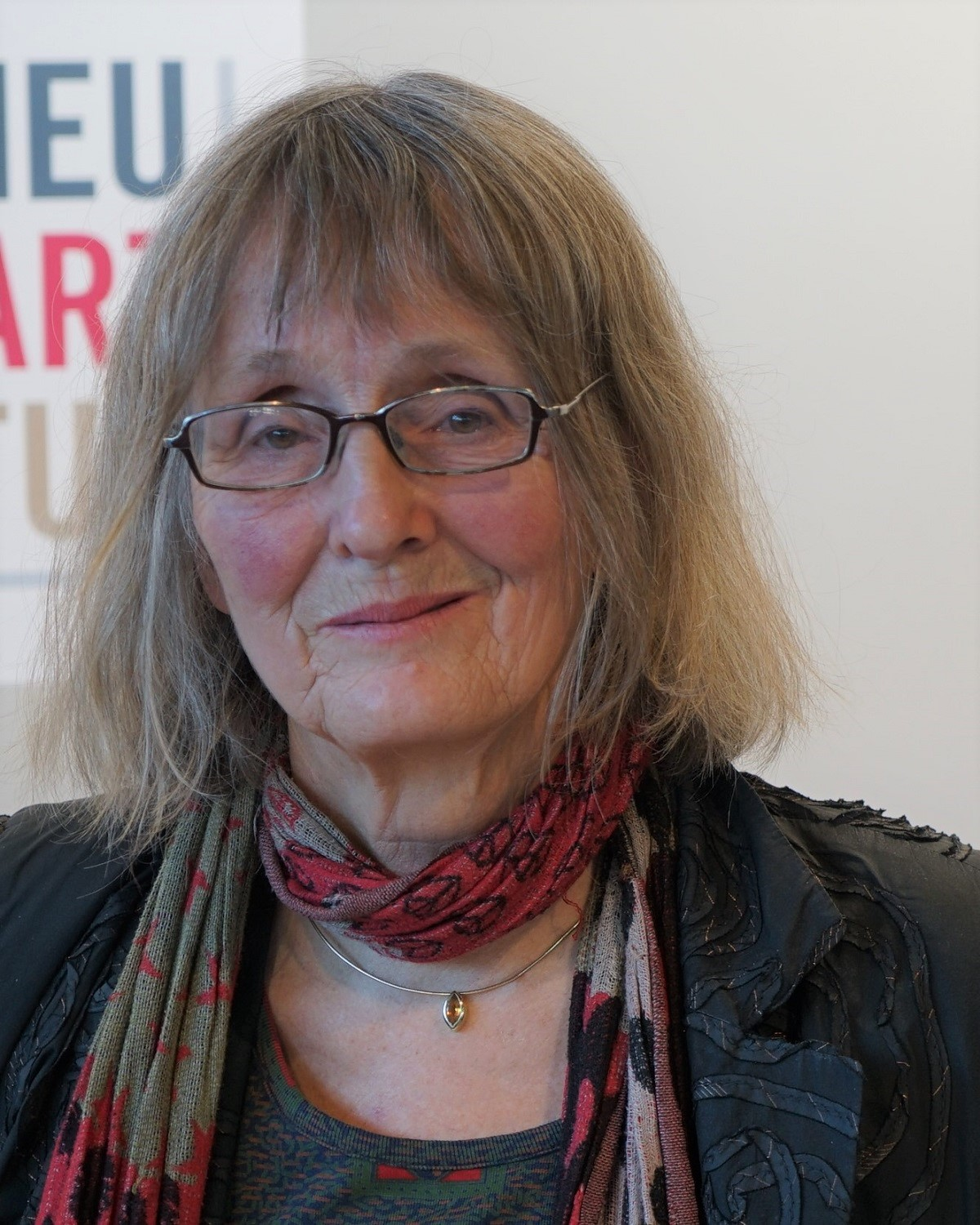
Claudia Gehrke (2021)

Claudia Gehrke (* 1. Juni 1953 in Berlin) ist eine deutsche Verlegerin und Publizistin.

## Leben
Gehrke wuchs auf in Frankfurt am Main und studierte Germanistik, Mathematik und Philosophie in Tübingen. In den 1970er bis Anfang der 1980er Jahre veranstaltete sie einen Salon in Tübingen, aus dem heraus sie 1978 zusammen mit dem Japanologen Peter Pörtner den konkursbuch Verlag gründete. Schwerpunkte des Verlags sind Literatur, Queer-Kultur, Erotik, Fotografie sowie Reiselesebücher, unter anderem zu Japan, La Palma, wo sie auch einen Wohnsitz hat und anderen Kanarischen Inseln. Gehrke publiziert in Kunstkatalogen, Anthologien und Zeitschriften.

## Publikationen (Auswahl)
- Ich habe einen Körper, Matthes & Seitz 1982.
- Purpurmund und Honiglippen, Ullstein-Taschenbuch 1991 (Erotische Texte von Frauen vom Mittelalter an)
- Beiträge in Kunstkatalogen, Magazinen (u. a.):
  - Die Bedeutung der kleinen Bewegungen. In: Der Spiegel. Nr. 44, 1988, S. 273 f. (online – zur Pornographie-Debatte).;
  - Zauber des Imaginären, in: Spiegel-Spezial, 12.1996;
  - Plädoyer für scharfe Schamlippen und Hinsehen oder Wegschauen (Pamphlet gegen das Unsichtbarmachen des weiblichen Geschlechts), in: Sondeur. Monatsboulevard für Kultur und Politik Nr. 1 und 2., 1990;
  - Anmerkungen zur Sexualität (Streifzug durch die Geschichte erotischer Kulturen von Frauen), in: FreiburgerFrauenStudien 15, 2004 (Entfesselung des Imaginären);
- Beiträge in Tageszeitungen und zu Ausstellungseröffnungen u. a. zu Elvira Bach, Doris Schöttler-Boll, Rinaldo Hopf, Henri Toulouse-Lautrec (Der Schlaf); zu Anja Müllers Ausstellungen 60+ und Mittendrin.
- Frauen & Pornographie, Konkursbuchverl. Gehrke 1988, ISBN 3-88769-034-6.